# Acropyga quadriceps
Acropyga quadriceps é uma espécie de formiga do gênero Acropyga, pertencente à subfamília Formicinae.